# سومان (طعام)
سومان أو بودبود هي كعكة أرز نشأت في الفلبين. هي مصنوعة من الأرز اللزج المطبوخ في حليب جوز الهند، وغالبًا ما يتم لفها بأوراق الموز أو أوراق جوز الهند أو أوراق البولي أو نخيل البوري (كوريفا) للتبخير .

## تغليف السومان
تغليف السومان هو فن فريد في حد ذاته، ويمكن إرجاعه إلى جذور ما قبل الاستعمار التي كانت على اتصال بالتقاليد الهندية. تستخدم الأغلفة مجموعة متنوعة من المواد مثل النخيل والموز والأناهاو وأوراق الخيزران وقشور جوز الهند وغيرها. بعض الأغطية عبارة عن طيات بسيطة, مما يؤدي إلى شكل مستطيل الشكل. البعض الآخر في ملفات عمودية، مما يعطيها شكلًا أنبوبيًا. والبعض في أشكال تشبه الهرم. تؤكل بعض أشكال السومان مثل المثلجات. 